# Evarcha squamulata
Evarcha squamulata là một loài nhện trong họ Salticidae.
Loài này thuộc chi Evarcha. Evarcha squamulata được Eugène Simon miêu tả năm 1902.